# Cassis flammea
Cassis flammea — вид большой морской улитки, хищного морского брюхоногого моллюска семейства шлемовидок лат. Cassidae из рода шишаков лат. Cassis.

## Распространение
Cassis flammea встречается во Флориде, на Карибах и на Багамах. Его численность уменьшилась из-за чрезмерного сбора в некоторых районах.

## Описание
Имеет раковину красновато-коричневого оттенка с волнистыми полосками. На внешней кромке раковины есть темные полосы. Кромка вокруг отверстия треугольной формы. Раковина может быть покрыта водорослями или другими сидячими морскими организмами.
Максимальная зафиксированная длина раковины — 154 мм.

## Среда обитания
Cassis flammea обитает на мелководье в тропических водах на глубине от 10 до 35 футов, обычно в песке вокруг рифов.
Минимальная зарегистрированная глубина для этого вида составляет 1 м; максимальная зафиксированная глубина 12 м.

## Особенности питания
Эти морские улитки питаются морскими ежами, на которых они обычно охотятся ночью.